# 11songs
『11songs』（イレブンソングス）は、日本のデュオ・花*花が1999年6月25日にA'zip Musicから発売したインディーズ1枚目のオリジナルアルバムである。

## 内容
インディーズデビューから6ヶ月後に発売された初のアルバム作品。

## 収録曲
1. あ〜よかった [3:46]
作詞・作曲：こじまいづみ
編曲：パパダイスケ、花花
インディーズ5thシングルの表題曲。
2. アドバイザー [4:21]
作詞・作曲：こじまいづみ
編曲：パパダイスケ、花花
インディーズ2ndシングルの表題曲。
3. 雨の雫 (ALBUM MIX) [3:35]
作詞・作曲：こじまいづみ
編曲：パパダイスケ、花花
インディーズ3rdシングルの表題曲のアルバムバージョン。
4. CATCHPHONE [4:49]
作詞・作曲：こじまいづみ
編曲：パパダイスケ、花花
インディーズ2ndシングルのカップリング曲。
5. 赤い自転車 (ALBUM MIX) [4:42]
作詞・作曲：おのまきこ
編曲：パパダイスケ、花花
インディーズ4thシングルの表題曲のアルバムバージョン。
6. 〜こたつと毛ガニの巻〜 [2:36]
作詞・作曲：こじまいづみ
編曲：パパダイスケ、花花
インディーズ1stシングルの表題曲。
7. 月 [5:06]
作詞・作曲：おのまきこ
編曲：パパダイスケ、花花
8. 空の青 (PIANO MIX) [4:47]
作詞・作曲：おのまきこ
編曲：花花
インディーズ3rdシングルのカップリング曲のピアノバージョン。
9. パンダ [4:40]
作詞：こじまいづみ
作曲：菱沼幹太
編曲：パパダイスケ、花花
10. おやすみのうた [5:06]
作詞：花花
作曲：こじまいづみ
編曲：パパダイスケ、花花
11. あなたに逢いにゆきましょう [3:05]
作詞・作曲：こじまいづみ
編曲：パパダイスケ、花花
インディーズ1stシングルのカップリング曲。

## 参加ミュージシャン
花*花
- 花花：Percussion (#6,11)
- こじまいづみ：Vocal (#1,2,3,5,6,9,10)、Piano (#3,4,7,8,11)、Additional Keyboards (#1)、YAMAHA CS10 Synthesizer (#9)、Alto Recorder (#6)
- おのまきこ：Vocal (#1,3,4,7,8,10,11)、Piano (#1,2,5,6,9,10)

Support Musician
- パパダイスケ：Guitars (#3,9,11)、Acoustic Guitar (#5)、Ukulele (#2)、Cavaquinho (#5)、Auto Harp (#7)、Additional Keyboards (#1)、Keyboards (#3)、YAMAHA CS10 Synthesizer (#9)、 Percussion (#1,6,11)、Soprano Recorder (#6)、Programming (#2,6,9)
- 藤井裕：Bass (#1,10)
- 小笹了水：Bass (#3,11)
- 大久保敦夫：Drums (#1,10)
- 浅川ジュン：Drums (#3,11)
- 中村岳：Bongo (#5)
- 伊達弦：Percussion (#1)、Tambourine (#10)
- 長野昭子：Violin (#1〜11)
- 山本愛子：Violin (#2〜9,11)
- 豊島奈由美：Violin (#1,10)
- 高田豊子：Viola (#1〜11)
- 上塚憲一：Cello (#1〜11)
- 奥田章三：Fluegelhorn (#2,5,7)、Trumpet (#7)
- 宗清洋：Trombone (#5,7)
- 平岡洋子：Flute (#2,6)
- 1月25日朝の大和川河川敷：Special Noise (#5)

## タイアップ
- NHK『みんなのうた』1999年4月,5月度放送曲 (#5)

## +4
『11songs（+4）』（イレブンソングス・プラスフォー）は、日本のデュオ・花*花が2000年7月26日にワーナーミュージック・ジャパンから発売したメジャー1枚目（通算2枚目）のオリジナルアルバムである。

### 内容
前作『11songs』から1年1ヶ月ぶり、シングル「あ〜よかった（setagaya-mix）」と同時発売されたメジャーデビューアルバム。
前作に収録された11曲に4曲を追収録して発売された。

### 収録曲
1. あ〜よかった [3:47]
インディーズ5thシングルの表題曲。
2. アドバイザー [4:24]
インディーズ2ndシングルの表題曲。
3. 雨の雫 (ALBUM MIX) [3:35]
インディーズ3rdシングルの表題曲のアルバムバージョン。
4. CATCHPHONE [4:51]
インディーズ2ndシングルのカップリング曲。
5. 赤い自転車 (ALBUM MIX) [4:43]
インディーズ4thシングルの表題曲のアルバムバージョン。
6. 〜こたつと毛ガニの巻〜 [2:36]
インディーズ1stシングルの表題曲。
7. 月 [5:03]
8. 空の青 (PIANO MIX) [4:46]
インディーズ3rdシングルのカップリング曲のピアノバージョン。
9. パンダ [4:40]
10. おやすみのうた [5:05]
11. あなたに逢いにゆきましょう [3:07]
インディーズ1stシングルのカップリング曲。
12. 空の青 (SINGLE MIX) [4:24]
作詞・作曲：おのまきこ
編曲：パパダイスケ、花花
インディーズ3rdシングルのカップリング曲のシングルバージョン。
13. 植物園北門前 [3:40]
作詞：こじまいづみ
作曲：菱沼幹太
編曲：パパダイスケ、花花
インディーズ5thシングルのカップリング曲。
14. ひざまくら [4:55]
作詞・作曲：おのまきこ
編曲：花花、菱沼幹太
インディーズ6thシングルのカップリング曲。
15. overture [0:52]
作曲：こじまいづみ、おのまきこ
編曲：花花
インストゥルメンタル。

### 参加ミュージシャン
花*花
- こじまいづみ：Vocal (#14)、Piano (#12,15)
- おのまきこ：Vocal (#12)、Piano (#14,15)

Support Musician
- 菱沼幹太：Guitar (#14)
- 長野昭子：Violin (#12,13)
- 山本愛子：Violin (#12)
- 豊島奈由美：Violin (#13)
- 高田豊子：Viola (#12,13)
- 上塚憲一：Cello (#12,13)
- ひざまくらオール・スターズ：S.E. (#14)

### タイアップ
- NHK『みんなのうた』1999年4月,5月度放送曲 (#5)
- グンゼ『CFA100』CMソング (#14)